# 海貝格 (明尼蘇達州)
海貝格（英語：Heiberg）是位於美國明尼蘇達州諾曼縣的一個非建制地區。

## 歷史
海貝格的郵局於1888年設立，其後於1916年停運。此地得名自當地麵粉廠主人約根·F·海貝里（Jorgen F. Heiberg）。

## 地理
海貝格所處的海拔為高於海平面307米（即1007英呎），而該地所採用的時區為UTC-6，即北美中部時區（CST）。同時該地設有夏令時間，為UTC-6調快一小時，即UTC-5（CDT）。